# Forrai Judit
Forrai Judit (Budapest, 1949. január 27. –) tudománytörténész, orvostörténész, fogorvos, egyetemi tanár, a Magyar Tudományos Akadémia doktora, a Kaleidoscope művelődés-, tudomány- és orvostörténeti folyóirat alapító főszerkesztője. A modern szexuálpedagógia megteremtője – iskolai tananyag, tankönyvek kifejlesztője (NAT). Kutatási területe a tudomány- és orvostörténet, szexológia- prostitúció, STD történet, szexuálpedagógia. Tudományterjesztési, valamint a hátrányos helyzetűek egészségnevelése, prevenciós tevékenysége, szociális munkássága jelentős, szexedukációs országos képzések bevezetése orvosok, pedagógusok, nővérek és védőnők részére.

## Életút
Szülei: Forrai György (1914–1971) és Györfi Edit (1920–2005). Általános iskoláját a Lorántffy Zsuzsanna utcai Ének- Zenei Általános iskolában, Kodály első budapesti zenei iskolájában végezte. További tanulmányait a Móricz Zsigmond Gimnázium francia tagozatán folytatta. A Semmelweis Egyetem Fogorvosi Karán (SOTE, 1968-73), az Eötvös Loránd Tudományegyetem történelem szakán (ELTE, 1985-1988), majd az Új– és legújabbkori muzeológia szakán (ELTE, 1986-1989) szerzett diplomát. Fog- és szájbetegség szakorvosa (OTE, 1975), valamint 1998-ban a Társadalomorvostan szakorvosa lett (HIETE). 1973-2006-ig magán fogorvosi tevékenységet folytatott.
1997-ben védte meg a kandidátusi értekezését (MTA/elméleti orvostudomány), melynek címe: Egy társadalmi probléma medikalizálása: adalékok a budapesti prostitúció történetéhez. 2004-ben habilitált Debrecenben a Bölcsészettudományi Karon, értekezésének címe: Egészségpedagógia. Vizsgálatok a nemi nevelés körében. 2011-ben egyetemi tanár. 2013-ban az MTA doktora, értekezésének témája: Az európai fogászat fejlődése, a vándor-borbélyságtól a fogász mesterségig, különös tekintettel a 18. századra.
1973-tól 1976-ig az Országos Továbbképző Egyetem (OTE) Sztomatológiai Intézetben, 1976-tól 1985-ig az István Kórház rendelőintézetében fogszakorvosként dolgozott. 1985-től 1989-ig az Országos Orvostudományi és Információs Intézet és Könyvtár (OIIK) kutató és tudományos főmunkatársa.
1989-től a mai napig a Semmelweis Egyetem Orvostörténeti és Társadalomorvostani, később átszervezett Népegészségtani Intézet munkatársa. 2007-2009-ig az Intézet igazgatóhelyettese. 1999 óta tanít a Wesley János Lelkészképző Főiskolán (WJLF).

## Felsőoktatói tevékenység
1989 napjainkig a Semmelweis Egyetemen oktat orvostörténetet, társadalomorvostant, népegészségtant, egészségpedagógiát, preventív medicinát, hátrányos helyzetűek egészségvédelmét, szexológia kultúrtörténetét, fogászat egyetemes és hazai történetét.
1999- napjainkig a Wesley János Lelkészképző Főiskolán egészségpedagógiát, szociális munkásoknak az utcai prostitúció prevencióját.
2006- napjainkig az ELTE BTK Újkori muzeológia szakon orvostörténeti muzeológiát.
2000-2005 ELTE Bárczi G. Gyógypedagógiai Karon utcai szociális munka- prevenció-egészségpedagógiát
2001-2005 Széchenyi Egyetem Szociális és Egészségügyi Intézetben utcai szociális munka- prevenció- egészségpedagógiát
2003-2004 DOTE Neveléstudományi Intézetben szexuálpedagógiát
2003-2005 Csokonai M. Egyetem, Gyógypedagógiai Karon értelmi sérültek szexuálpedagógiáját
2005-2014 Testnevelési Főiskola TSF-en egészségtan tanároknak – szexuálpedagógiát
2006-2009 Táncművészeti Akadémia egészségtan tanári szakán egészségpedagógiát-szexuálpedagógiát
2020- S.E. Pető András Kar – rehabilitációs orvostörténet

## Kutatói tevékenység
1992–1996 Peer Education Program of Los Angeles (PEP/LA), a Nemzeti Egészségvédő Intézet (NEVI) és a Semmelweis Egyetem Társadalomorvostani Intézete (ma Népegészségtani Intézete) közös együttműködésében a kortársképzés meghonosítását segítette elő medikusok, orvosok, védőnők és pedagógusok számára prof. Dr. Simon Tamással együtt a HIV/AIDS és a szexuális tudás fejlesztésének és a prevenció érdekében.
1994. University of London, London School of Hygiene and Tropical Medicine, History of Medicine (LSHTM). Fertőző betegségek és epidemiológia történet prof. dr. Virginia Berridge vezetésével.
1994–1997 vezető kutatója a Swiss Hungarian AIDS Prevention Effort (SHAPE) a Nemzeti AIDS Bizottság és a SOTE közös programjának, melyben marginalizált csoportok (melegek, prostituáltak, börtönben élők, elhanyagolt fiatalok) HIV/AIDS attitüde változását segítették elő.
1997–2020 S.E. Népegészségtani Intézet Hátrányos helyzetűek egészségvédelme kutatócsoport vezetője.
1999– 2020 a S.E. Népegészségtani Intézet Önálló Orvostörténeti Munkacsoportjának vezetője.
2011–2014 Semmelweis Egyetem hat karának (AOK, ETK, EKK, FOK, GYOK, TSK) a Prevenció az egészségért egyetemi oktatási tárgy és program szervezője.
2002–2003 Egészségügyi Minisztérium felkérésére kifejleszti az érzelmi és értelmi sérültek szexuális nevelésének programját és tankönyvcsaládját.
2002–2006 az európai AIDS and Mobility nemzetközi program hazai képviselője, kutatások és felmérések szervezője.
2003–2004 European Network Male Prostitution (ENMP) tagja, s hazai képviselője.
2003-2007 Nemzeti AIDS Bizottság (NAB) és az Országos Egészségfejlesztési Intézet (OEFI) felkérésére tananyag, tankönyv fejlesztő, a Párkapcsolat, szerelem, szex, család témakörben.
2003–2004 Esélyegyenlőségi Kormányhivatal és az International Organization of Migration (IOM) számára kifejleszti az Emberkereskedelem megelőzése c. tananyagot és tankönyvet középiskolások oktatása céljából, melyet három országban használtak és elfogadták a tankönyvet és a programot (Csehország, Bulgária, Szlovákia).
2005–2006 Igazságügyi Minisztérium számára bűnmegelőzési program keretében nevelőotthonokban és nevelőintézetekben élő fiatalok áldozattá válásának megelőzése, kutatás, oktatás oktatási útmutató készítése.
2000–2011 Transnational AIDS/STD Prevention Among Migrant Prostitutes in Europe/Project (TAMPEP) magyarországi képviselője, hazai és nemzetközi kutatások vezetője.

### Kutatási területek
Orvostörténeti kutatások: Egyetemes orvostörténeti kutatások, Fogászat egyetemes története, technikatörténet, művelődéstörténet, STD – prostitúció története, Szexualitás és szexuális nevelés története, A gyógyító pedagógia – konduktív pedagógia eredetének feltárása.
Orvostudományi kutatások: primer prevenció területén, Hátrányos helyzetű csoportok egészségvédelme (serdülők, értelmi sérültek, melegek, prostituáltak, romák), Nemzetközi migráció-HIV/AIDS prevenció, Idős romák egészségfejlesztése, egészségmegőrzése, Roma nők – reprodukciós lehetőségek, Harm reduction (HRD) programok kidolgozása prostituáltak számára, Szociális hátránnyal élők szájüregi rákszűrése.
Neveléstudományi kutatások: Egészségpedagógiai módszerek, Szexuálpedagógia új módszertani kidolgozása, tankönyvek, tananyagok fejlesztése. Szexuális erőszak, emberkereskedelem megelőzése: értelmi sérültek, intézeti fiatalok, tinédzserek körében.
1991-ben létrehívta a Sex Education Kiemelten Közhasznú Alapítványt.
2004-ben a Létbiztonság, Életmód, Tanulás, Rehabilitáció Alapítványt (LÉTRA) közhasznú Alapítványt.
2010-től alapító főszerkesztője a Kaleidoscope Művelődés- Tudomány-és orvostörténeti Kiadványok online folyóiratnak és könyvkiadásnak.

## Hazai tudományos társasági tagsága
- 2000 óta az MTA Orvostörténeti Munkabizottság tagja
- 2001 óta a Magyar Orvostörténelmi Társaság (MOT) alelnöke
- 2016 óta az MTA Élettudomány-történeti Munkabizottság elnöke
- 2012 óta a Magyar Természettudományi Társulat Tudománytörténeti Szakosztályának elnöke
- 2012 óta a MOT Fogászattörténeti Szakosztályának alapító elnöke
- 2014-től az MTA Művelődéstörténeti Osztályközi Bizottság tagja
- 2004–2009 SE Megelőző Orvostan és Népegészségtan Szakorvosképzésért felelős grémium titkára
- 2003-2006 OTKA Társadalomtudományi és Tudománytörténeti zsűri tagja

## Nemzetközi tudományos társasági tagsága
- 2003–2006 AIDS and Mobility nemzeti koordinátor.
- 2004–2005 European Network Male Prostitution (ENMP) /Europian Comission/ nemzeti képviselő
- 2000– jelenleg is European Association for the History of Medicine and Health (EAHMH) tagja
- 1999–2010 is Transnational AIDS/STD Prevention Among Migrant Prostitutes in Europe/Project  (TAMPEP) magyarországi képviselője, EU – UNAIDS epidemiológiai és socialmedicinális kutatómunka nemzeti koordinátor.
- 1999–2010 Nemzetközi Orvostörténeti Társaság (IHMS) tagja

## Egyéb funkciók, szakmai tevékenységek
- 2010– jelenleg is alapító főszerkesztő, Kaleidoscope – Művelődés-, Tudomány- és Orvostörténeti online folyóiratnak www.kaleidoscopehistory.hu
- 2000– jelenleg is Communicationes, Orvostörténeti Közlemények szerk. bizottsági tag
- 1995– megszűnéséig Oktatási Minisztérium közoktatási szakértői tevékenység, szakterület: egészségnevelés, szakirány: családi életre nevelés, szexuálpedagógia

## Kitüntetések, díjak
- 2019. Xantus János emlékérem, A Magyar Természettudományi Társulat
- 2016. Pro Universitate ezüst fokozata, Semmelweis Egyetem
- 2013. Program a Magyar Társadalomért 2010-2020. Szakmai díj, kiemelt társadalmi felelősségvállalás nevében
- 2012. Pro Universitate Semmelweis Egyetem díja
- 2010. Weszprémi István Magyar Orvostörténeti Társaság, orvostörténeti díj
- 2006. Zsámboky János. Magyar Orvostörténeti Társaság, orvostörténeti díj

## Főbb publikációk
- Millenniumi ünnepség és venerikus bántalmak (Millennium celebration and venereal diseases) Egy kiemelkedő népmozgalmi esemény adatai In: A modern hazai közegészségügy kialakulása 1867–1896. Tanulmányok és dokumentumok a 150 éve megindult egészségügyi reformról (szerk. Gazda I. Kapronczay K.) Magyar Orvostörténelmi Társaság Budapest, 2017. 957-968. ISBN 978-615-5365-20-1. http: //real.mtak.hu/46712
- A weiningeri mítosz olvadó valósága (Melting the Weininger’s Myth) In: Fogalmak harca (szerk.: Garaczi I., Hudra Á.) Veszprémi Humán Tudományokért Alapítvány, 2017. 73-101 .DOI: http: //doi.org./10.17107/KH.2017.14.69-89
- Erotika és zene, avagy a szex zenéje (Erotica and music, or the music of sex) in: Zene és Egészség (szerk. Falus A.). Kossuth Kiadó. 2016. 144-165.
- A szexualitás kérdései, in: Sokszínű egészségtudatosság. Értsd, csináld, szeresd! (Szerk. Falus András) Eduvital. Budapest, SpringMed Kiadó, 2015. 81-92.
- Gyógynövények kultúrtörténete a bujaság szolgálatában (Cultural history of herbs in the service of lust) (Szerk.: Blázovics A, Mézes M.) Természetes hatóanyagok a modern orvoslásban. Budapest, Szent István Egyetemi Kiadó Nonprofit Kft. 2014. 12-17.
- A szexuális férfierő serkentése orvosi javallatra a XII. században (Stimulation of male sexual power for medical indication in XII. century) In: Kapronczay Károly, Kapronczay Katalin (szerk.) Pro Nonagesimo: Tanulmányok Schultheisz Emil professzor 90. születésnapjára. Budapest: Semmelweis Kiadó, 2013. pp. 59–69. ISBN 0669002881460
- M. Diegmann, J. Forrai, K. Hoffmann, V. Sebhelyi, K. Fehér at al.: Iris Project- Aufsuchende Sozialarbeit für Ungarische Strassenprostituierte in Ungarischen Stadten und in Zürich methodenhandbuch. 2012. szerk. J. Forrai. Sex Education ISBN 978-963-08-4866-4
- M. Diegmann, J. Forrai, K. Hoffmann, V. Sebhelyi, K. Fehér at al.: – Iris Project- Aufsuchende Sozialarbeit für Ungarische Strassenprostituierte in Ungarischen Stadten und in Zürich Status Quo und Handlungsbedarf. 2012. szerk. J. Forrai. Sex Education. ISBN 978-963-08-4865-7
- M. Diegmann, J. Forrai, K. Hoffmann, V. Sebhelyi, K. Fehér at al.: Iris 2012 Helyzetkép és teendő 2012. szerk. Forrai J. M. Diegmann, J. Forrai, K. Hoffmann, V. Sebhelyi, K. Fehér at al.: Iris Project 2012. Módszertani kézikönyv
- Barabás K. Forrai J.: A szexualitás és szülés orvosi antropológiája. In: Orvosi antropológia, szerk.: Lázár I. Pikó B. Medicina. Budapest, 2012.429-441. ISBN 9789632264066
- A biographical mosaic. In: András Pető (Pető Studies) comp. And edited by G. Maguire, A. Sutton. Concuctive Education Press. Birmingham. 2012.xiii-xiv. ISBN 9780956994844
- Medicament or poison? History of the different therapeutics of venereal diseases. In: Syphilis – Recognition, Description and Diagnosis. InTech Open Access Publisher.ed. Edited by: N. S. Sato, 2011. 37-58.ISBN 978-953-307-554-9 https: //www.intechopen.com/chapters/23785
- Sebészek, periferikus praktizálók, foggyógyítók munkájának szabályozása Franciaországban, a 18. században (Regulation of the work of surgeons, peripheral practitioners, dentists in France, in the 18th century) In: Cito pede labitur aetas (szerk.: Forrai J., Gazda I., Kapronczay K., Magyar L. A., Schultheisz E., Sótonyi P., Varga B., Vizi E. Sz.) Budapest, Semmelweis Kiadó. 2011.87-99. ISBN 978-9633311882
- A prostitúció, mint megszaladási jelenség (Prostitution as running away phenomenon) in: Fékevesztett evolúció. Megszaladási jelenségek az emberi evolúcióban. Csányi Vilmos, Miklósi Ádám (szerk). Typotex, Budapest 2010. 87-115. ISBN 9789632792873 https: //interkonyv.hu/konyvek/csanyi-vilmos-miklosi-adam-fekevesztett-evolucio/
- Nevelőotthonban és nevelőintézetben élő fiatalok áldozattá válása – helyzetkép (In a foster home and in an educational institution victimization of living young people – situational picture) Szerk. Majsai T., Nagy P. T. in: Lukács- a mi munkatársunk. Wesley Jubileumi Kötetek. Budapest, 2009. WJLF. 114-130 ISBN 978-963-9744-24-0
- Forrai J. Lőrincz N.: Szociális munka, ártalomcsökkentés az utcai prostituáltak megsegítésére. Magyarországi civil segítő szervezetek humán erőforrásainak vizsgálata (Szociális munka, ártalomcsökkentés az utcai prostituáltak megsegítésére. Magyarországi civil segítő szervezetek humán erőforrásainak vizsgálata) Szerk. Majsai T., in: Csakhogy a szegényekről megemlékezzünk! Wesley Jubileumi Kötetek. Budapest, 2009. WJLF. 55-63. ISBN 978-963-9744-23-3
- Forrai J., Magyar L. A: Az orvosi meteorológia (klimatológia) története (History of medical meteorology (climatology)) In: Az éghajlatváltozás hatásai az emberi szervezetre. Törő Klára (szerk.) Budapest, Medicina. 2010.113-141.ISBN 978-963-226-281-9
- Specialisták vagy sarlatánok? Foggyógyítók és szolgáltatásaik a XVIII. századi Európában (Specialists or charlatans? Dentists and their services in the 18th century. century in Europe) In: Három orvostörténész köszöntése: Tanulmánykötet Birtalan Győző, Karasszon Dénes és Szállási Árpád tiszteletére. Szerk.: Kapronczay K, Magyar L. A. Schultheisz E, Sótonyi P, Varga B, Budapest, Johan Béla Alapítvány, Magyar Orvostörténelmi Társaság, SOMKL, Magyar Tudománytörténeti Intézet, 2010. pp. 49–60. harom_orvostortenesz_141106.pdf
- Szex, erőszak prostitúció. Különböző csoportok szexuális veszélyeztetettsége az ezredfordulón, Magyarországon. Sex, violence, prostitution. Sexual vulnerability of different groups at the turn of the millennium in Hungary. Semmelweis Kiadó. 2009. 222. old. ISBN 978-963-9879-27-0
- Forrai J., Csépe P.: HUNGARY : Sex work policies. In: Sex work migration health / Eds.: M. C. Boidi, F. A El-Nagashi, B. Karner. Amsterdam, TAMPEP International Foundation, 2009
- A magyar fogtudomány kezdete (the beginning of Hungarian dentistry). in: Ditor ut Ditem. Tanulmányok Schultheisz Emil professzor 85. születésnapjára. szerk.: Forrai J, Gazda I, Kapronczay K, Magyar L. A., Varga B., Vizi E. Sz., Budapest, 2008. Semmelweis Orvostörténeti Múzeum, Könyvtár és Levéltár, MATI, Semmelweis Egyetem
- Párkapcsolat, szerelem, szex, család. Tankönyv diákok számára (Relationship, love, sex, family. Textbook for students) (hivatalos tankönyvvé nyilvánítva) Sex Educatio. Budapest, 2008
- Párkapcsolat, szerelem, szex, család. Tanári könyv (Relationship, love, sex, family. Textbook for teachers) Tankönyv. Sex Educatio. Budapest. 2007. ISBN 978-963-06-3689-6
- Central European Medical Doctors at the turn of the Century 1890-1910. I. Database for Hungary. Haifa, Israel. 2007. GONDOS and SOSANA Publish House. p. 250 ISBN 978-965-555-310-9
- Csépe P, Forrai J , Solymossy J., Lökkös A.: Egészségügyi programok három dunántúli megye roma közösségeiben, in: Egyenlőség, egészség és a roma/cigány közösség (Health programs in the Roma communities of three Transdanubian counties) Fundación Secretariado Gitano, Madrid. 2007
- Szexuális magatartás és a globalizáció hatása fiatal korban a migráció és az emberkereskedelem területén. Hány lépés az ÉLET? Sexual behaviour and the impact of globalization at a young age in the field of migration and human trafficking. How many steps is LIFE?Ifjú-kór 4. Tanulmányok a szerhasználatról, az emberi kapcsolatokról, az ifjúságról, az egészségfejlesztésről, a spiritualitásról, a kezelési és megelőzési lehetőségekről. szerk.: Kapócs I., Maár M. Szabadka, OKKER, 2006
- A nemi nevelés helye a neveléstudományban (The place of gender education in educational science). Évkönyv. I. (2006/1.) Teológus és Lelkész Szak, Vallástanár Szak. WJLF. Budapest. 2006. 61-87.
- Fejezetek a fogorvoslás és eszközeinek történetéből. A fogászat kultúrtörténetéből (Chapters from the history of dentistry and its tools.From the cultural history of dentistry) Dentál Press. Budapest.294 pp. 2005. ISBN 9638680938
- P. Borlone, G. Macchieraldo: Fenarete program. Szakmai tréning kortárs oktatóknak a prostitúció területén (Professional training for peer educators in the prostitution field) (magyar szerk.: Forrai Judit. Budapest, 2005. Szex Edukációs Alapítvány. 170. pp.
- The issue of sexuality in Roma communities. AIDS and Mobility in Europe. NIGZ. Report. 2005. Budapest. Woerden
- Minőségbiztosítás és egészségügyi adminisztráció a fogászatban (Quality assurance and health administration in dentistry) In Cserháti Z., Diószeghy Cs., Dósa Á., Forrai J., Gulácsi L., Horváth I., Kovács J., Németh E., Pilling J., Simon T., Sótonyi P., Studer A., Varga K., Weltner J.: Rezidensképzés, Egészségügyi dokumentáció, minőségbiztosítás, jogi, etikai ismeretek, kommunikáció. Semmelweis Kiadó. Budapest. 2005
- Ne dőlj be! Emberkereskedelem, szexuális erőszak megelőzését célzó középiskolai oktatási program (Don't fall for it! High school education program aimed at preventing human trafficking and sexual violence). Budapest. második átdolgozott kiad. Nemzetközi Migrációs Szervezet (IOM) 2004
- The role of training and education in the prevention of trafficking. In: Handbook on trafficking in human beings I-IV. (szerk.: Dr. Lenke Fehér) IOM. Budapest, 2004
- Forrai J., Lőrincz N.: Establishing contact with victims of trafficking. In: Handbook on trafficking in human beings I-IV. (szerk.: Dr. Lenke Fehér) IOM. Budapest, 2004
- A nevelés és az oktatás szerepe az emberkereskedelem megakadályozásában (The role of education and training in preventing human trafficking), In: Kézikönyv az emberkereskedelemről, civil szervezetek. IV. kötet, in: Kézikönyv az Emberkereskedelemről. Szerk.: Fehér Lenke IOM. 2004. Budapest
- Értelmi sérültek érzelmi és szexuális nevelése (Emotional and sexual education of intellectually disabled people). Tanári kézikönyv. Szex Edukációs Alapítvány. Tankönyvvé nyilvánítva. 2003. 245. old. ISBN 9632065727
- Forrai J., Lengyel A. E.: Én-kép-kirakó (I-image-puzzle for child). Alsó tagozatos diákoknak. Sex Educátio Alapítvány. Tankönyvvé nyilvánítva 2003. ISBN 2399991262701.
- Forrai J., Lengyel A. E: Felnőttország-járás (Adult country district/walking for adolescents) ). Felső tagozatos diákoknak Sex Educátio Alapítvány. Tankönyvvé nyilvánítva, 2003
- Bukovinszky J., Forrai J., Hollósi L., Kimle M., Légrádi J., Lékó E., Mikecz T., Scheinder I., Tímár I.: A szexualitás egészségkönyve (The health book of sexuality). Budapest, 2003. Kossuth Kiadó. ISBN 9630944375
- Munkaidő-szabadidő a mulató Budapesten a 19. század végén (Working time and free time in fun Budapest at the end of the 19th century). In: A társadalomtörténet-írás helyzete hazánkban ipar és társadalom a 18-20. században a Hajnal István. Budapest : BFL Ny. 2003. 295-305. ISBN 963 7243 51 8
- A bűnös szex a XIX. század utolsó negyedében (Guilty sex in the 19th century. in the last quarter of the century). In: Nők és férfiak, avagy A nemek története [szerk. Láczay Magdolna]. Nyíregyháza 2003. 424-437. ISBN 963-724-302-X
- Dental Practice in Hungary at the End of the Eighteenth Century, in: Ch. Hillam (ed) Dental Practice in Hungary at the End of the 18th Century. Clio Medica 72/ ISSN 0045-7183 Rodopi B.V. Amsterdam-New York, 2003
- Fiatalkorú fiúkon elkövetett erőszak és prostitúció (Violence and prostitution of adolescent boys). In: Maár M., Szabadka P. (szerk): Ifjú-kór 2. Budapest, Okker Ker. Kft. 2003. 226-246. ISBN 0899000352987
- Magánélet és az egészség kultúrája I. (Privacy and the culture of health). Ismeretek fejlesztése, módszertana az iskolai oktatásban. Budapest, 2002. 372. old. Dialóg Campus ISBN 963-9310-77-8
- Bárdi L., Bázing Zs., Forrai J., Vajda M: Az erotika nagylexikona (the great lexicon of erotica). Szerk.: Schenk J., Budapest–Pécs, 2002. pp. 519. Dialóg Campus ISBN: 9639310794
- Memoirs of the beginnigs of conductive pedagogy and András Pető Budapest, 1999. Új Aranyhíd és Foundation of Conductive Education Birmingham 163 pp ISBN 9638549920 http: //real.mtak.hu/78371/
- Fehér L., Forrai J.: Prostitúció, prostitúcióra kényszerítés, emberkereskedelem (Prostitution, forced prostitution, human trafficking) Budapest. 1999. Nőképviseleti Titkárság.ISBN 9637025677
- A nemi betegségek és a prostitúció kérdése Budapesten régen és ma (The issue of venereal diseases and prostitution in Budapest in the past and today) Összehasonlító vizsgálat Melly József munkássága alapján. Jubileumi évkönyv. Szerk.: Morava, Dr. Forrai, Dr. Tahin. Budapest.1999.SOTE Közegészségtani Intézete
- A budapesti prostitúció szabályozásának kezdetei. In: Tanulmányok Budapest múltjából (Ünnepi szám). A főváros egyesítésének 125. évfordulója alkalmából. Szerk. Dózsa Katalin. Budapest. 1998. Főv. Levéltár. Budapest várostörténeti monográfia XXXVI. sz. https: //epa.oszk.hu/02100/02120/00027/pdf/
- The onset of prostitution regulations of Budapest at the time of the unification. In: Birth of a metropolis. Pest, Buda, Óbuda at the time of the unification: exhibition in the Budapest History Museum to commemorate 125th anniversary of the capital’s unification. Budapest: BTM, p. 76-83. Monograph of the history of Budapest, 36. 1998
- Fények és árnyak a milleneumi ünnepségen (Lights and shadows at the millennium celebration). In: Szerep és alkotás. Szerk. Nagy Beáta és Sárdi Margit .Debrecen. 1997. Csokonai. 213-227. ISBN 9632601130
- Civilization, sexuality and social life in historical context, the hidden face of urban life. ed. J. Forrai. Budapest, 1996. Új-Aranyhíd Kft. ISBN 963 85499 12
- Szexuális felvilágosítás és nevelés, AIDS megelőzés iskolai programja (Sexual information and education, AIDS prevention school program)Oktató kézikönyv. szerk. Dr. Forrai J. Budapest 1994. Aranyhíd (második átdolgozott kiadás)
- Fiatalok fiataloknak az AIDS-ről az AIDS ellen. Budapest, Új Aranyhíd. 1995
- Forrai J. Aszmann A.: Serdülők szexuális ismeretei, magatartása. Serdülők egészségi állapota egészségmagatartása (Sexual knowledge and behavior of adolescents. Health behavior of adolescents) Szerk.: Aszmann A. Budapest, 1995.Új-Aranyhíd Kft. 108-138.
- Chrestomathy on the History of Medicine. Szerk. Dr. Forrai J. Dr. Ballér P.. Budapest, 1992. SOTE házinyomda
- A prostitúció, mint társadalmi konfliktus. In: Rendi társadalom, polgári társadalom III. kötet. Társadalmi konfliktusok (szerk.: Á. Varga László). Salgótarján. 1991. 319-325.
- A teljes publikációs listát lásd: https: //m2.mtmt.hu/gui2/?type=authors&mode=browse&sel=authors10000528

## Kiállítások
- A város rejtett arca. Prostitúció története (The hidden face of the city. History of prostitution.) Szaktanácsadó Féner Tamás. 1995. Budapest. Semmelweis Egyetem
- Szexuális nevelés HIV/AIDS megelőzés iskolai programja (Sexual education HIV/AIDS prevention school program ) 1996. Vándorkiállítás. NEVI
- A Fogászat története (History of dentistry) Kiállítás a Fogorvosi Kar megalakulásának 50. évfordulójára. 2005. Budapest. Semmelweis Egyetem
- Milestones of the history in dentistry” from the beginnings till the 20th century. 7th ISHM. Budapest, MTA. 2006. aug. 26-30.